# Роман Гнатишин

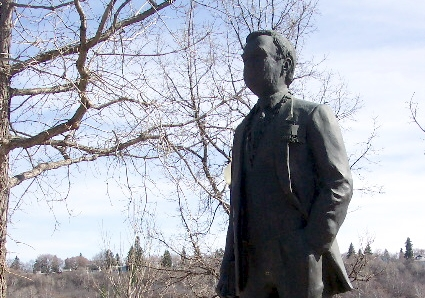
Статуя пану Гнатишину, встановлена у 1992 Біллом Еппом на березі ріки Південний Саскачеван у Саскатуні, Саскачеван

Рамон (Рома́н) Іванович Гнати́шин (англ. Ramon John "Ray" Hnatyshyn, 16 березня 1934 — 18 грудня 2002) — канадський політик українського походження. Син Івана (Джона) Гнатишина — сенатора від Прогресивно-консервативної партії Канади. У 1990–1995 рр. — 24-й генерал-губернатор Канади.

## Родина
Рамон народився в родині емігрантів з України. Його батько — Іван (Джон) Гнатишин — був канадським сенатором, вихідцем із Вашківців.

## Освіта
- Випускник Саскачеванського університету

## Кар'єра
Служив у Королівських повітряних силах та мав юридичну практику в Саскачевані до 1974 року, коли його обрали до Палати Громад Канадського парламенту від Прогресивно-консервативної партії. Займав посади міністра енергетики у 1979—1980 роках та міністра юстиції в 1986—1988 роках. За рекомендацією прем'єр-міністра Гнатишина призначили генерал-губернатором Канади 14 грудня 1989 року, склав присягу 29 січня 1990 року.
Генерал-губернатор має символічне політичне значення, втім Рамон Гнатишин знаний тим, що значною мірою сприяв популяризації інституту генерал-губернаторства. За Гнатишина офіційна резиденція генерал-губернатора «Рідо-Голл» стала відкритою для туристів. Гнатишин заснував Премію генерал-губернатора в галузі мистецтв. За перебування на посту прийняв 26 голів держав, у тому числі, у листопаді 1994 року, Президента України Леоніда Кучму; виступав більше ніж 1 200 разів. У березні 2004 року Уряд Канади вшанував Гнатишина випуском поштової марки із його зображенням.

## Вшанування пам'яті
У місті Саскатун є вулиця Гнатишина (Hnatyshyn Avenue).

## Титули та звання
- 4 червня 1979 — 29 січня 1990 — Поважний Рамон Гнатишин
- 29 січня 1990 — 8 лютого 1995 — Його Високоповажність Високоповажний Рамон Гнатишин, генерал-губернатор та головнокомандувач в Канаді.
- 8 лютого 1995 — 18 грудня 2002 — Високоповажний Рамон Гнатишин.

## Ордени Канади
- 29 січня 1990 — 8 лютого 1995 — Канцлер і Головний Компаньйон ордена Канади (CC)[1]
  - З 8 лютого 1995 — Компаньйон ордена Канади (CC)
- 29 січня 1990 — 8 лютого 1995 — Канцлер і Командор ордена військової заслуги (CMM)[2]
  - С 8 лютого 1995 — Командор ордена військової заслуги (CMM)

## Ордени Великої Британії і Співдружності
- 29 січня 1990 — 8 лютого 1995 — Лицар Справедливості, Пріор та старший офіцер у Канаді славних ордена Госпіталю святого Іоанна Єрусалимського (KStJ)[3]
  - З 8 лютого 1995 — Лицар Справедливості славних ордена Госпіталю святого Іоанна Єрусалимського (KStJ)